# Unitäre Matrix
Eine unitäre Matrix ist in der linearen Algebra eine komplexe quadratische Matrix, deren Zeilen- und Spaltenvektoren orthonormal bezüglich des Standardskalarprodukts sind. Damit ist die Inverse einer unitären Matrix gleichzeitig ihre Adjungierte.
Durch Multiplikation mit einer unitären Matrix bleibt sowohl die euklidische Norm als auch das Standardskalarprodukt zweier Vektoren erhalten. Jede unitäre Abbildung zwischen zwei endlichdimensionalen Skalarprodukträumen kann nach Wahl je einer Orthonormalbasis durch eine unitäre Matrix dargestellt werden. Die Menge der unitären Matrizen fester Größe bildet mit der Matrizenmultiplikation als Verknüpfung die unitäre Gruppe.
Unitäre Matrizen werden unter anderem bei der Singulärwertzerlegung, der diskreten Fourier-Transformation und in der Quantenmechanik eingesetzt. Eine reelle unitäre Matrix wird orthogonale Matrix genannt.

## Definition
Eine komplexe quadratische Matrix {\displaystyle U\in \mathbb {C} ^{n\times n}} heißt unitär, wenn das Produkt mit ihrer adjungierten Matrix {\displaystyle U^{\mathsf {H}}} (das heißt komplex konjugiert und transponiert {\displaystyle U^{\mathsf {H}}=U^{*\,T}}) die Einheitsmatrix {\displaystyle I} ergibt, also
{\displaystyle U^{\mathsf {H}}U=I}
und damit
{\displaystyle U^{\mathsf {H}}=U^{-1}}
gilt. Werden die Spaltenvektoren der Matrix {\displaystyle U} mit {\displaystyle u_{1},\ldots ,u_{n}} bezeichnet, dann ist diese Bedingung gleichbedeutend damit, dass stets das Standardskalarprodukt zweier Spaltenvektoren
{\displaystyle u_{i}^{\mathsf {H}}\cdot u_{j}=\delta _{ij}={\begin{cases}1&{\text{falls}}~i=j\\0&{\text{sonst}}\end{cases}}}
ergibt, wobei {\displaystyle \delta _{ij}} das Kronecker-Delta ist. Die Spaltenvektoren einer unitären Matrix bilden damit eine Orthonormalbasis des Koordinatenraums {\displaystyle \mathbb {C} ^{n}}. Dies trifft auch für die Zeilenvektoren einer unitären Matrix zu, denn mit {\displaystyle U} ist auch die transponierte Matrix {\displaystyle U^{\mathsf {T}}} unitär.

## Beispiele
Die Matrix
{\displaystyle U={\begin{pmatrix}0&i\\i&0\end{pmatrix}}}
ist unitär, denn es gilt
{\displaystyle U^{\mathsf {H}}\,U={\begin{pmatrix}0&-i\\-i&0\end{pmatrix}}\cdot {\begin{pmatrix}0&i\\i&0\end{pmatrix}}={\begin{pmatrix}-i^{2}&0\\0&-i^{2}\end{pmatrix}}={\begin{pmatrix}1&0\\0&1\end{pmatrix}}=I}.
Auch die Matrix
{\displaystyle U={\frac {1}{2}}{\begin{pmatrix}1+i&1-i\\1-i&1+i\end{pmatrix}}}
ist unitär, denn es gilt
{\displaystyle U^{\mathsf {H}}\,U={\frac {1}{2}}{\begin{pmatrix}1-i&1+i\\1+i&1-i\end{pmatrix}}\cdot {\frac {1}{2}}{\begin{pmatrix}1+i&1-i\\1-i&1+i\end{pmatrix}}={\frac {1}{4}}{\begin{pmatrix}2(1-i)(1+i)&(1-i)^{2}+(1+i)^{2}\\(1+i)^{2}+(1-i)^{2}&2(1+i)(1-i)\end{pmatrix}}={\begin{pmatrix}1&0\\0&1\end{pmatrix}}=I}.
Allgemein ist jede orthogonale Matrix unitär, denn für Matrizen mit reellen Einträgen entspricht die Adjungierte der Transponierten.

## Eigenschaften

### Inverse
Eine unitäre Matrix {\displaystyle U\in \mathbb {C} ^{n\times n}} ist aufgrund der linearen Unabhängigkeit ihrer Zeilen- und Spaltenvektoren stets regulär. Die Inverse einer unitären Matrix ist dabei gleich ihrer Adjungierten, das heißt, es gilt
{\displaystyle U^{\mathsf {H}}=U^{-1}}.
Die Inverse einer Matrix {\displaystyle U} ist nämlich gerade diejenige Matrix {\displaystyle U^{-1}}, für die
{\displaystyle U\,U^{-1}=U^{-1}\,U=I}
gilt. Es gilt auch die Umkehrung und jede Matrix {\displaystyle U}, deren Adjungierte gleich ihrer Inversen ist, ist unitär, denn es gilt dann
{\displaystyle U^{\mathsf {H}}\,U=U^{-1}\,U=I}.
Zudem ist auch die Adjungierte einer unitären Matrix unitär, denn
{\displaystyle UU^{\mathsf {H}}=I}.

### Invarianz von Norm und Skalarprodukt
Wird ein Vektor {\displaystyle x\in \mathbb {C} ^{n}} mit einer unitären Matrix {\displaystyle U\in \mathbb {C} ^{n\times n}} multipliziert, ändert sich die euklidische Norm des Vektors nicht, das heißt
{\displaystyle \|U\,x\|_{2}=\|x\|_{2}}.
Weiter ist das Standardskalarprodukt zweier Vektoren {\displaystyle x,y\in \mathbb {C} ^{n}} invariant bezüglich der Multiplikation mit einer unitären Matrix {\displaystyle U}, also
{\displaystyle \left\langle U\,x,U\,y\right\rangle =\left\langle x,y\right\rangle }.
Beide Eigenschaften folgen direkt aus der Verschiebungseigenschaft des Standardskalarprodukts. Daher stellt die Abbildung
{\displaystyle f\colon \mathbb {C} ^{n}\to \mathbb {C} ^{n},\quad x\mapsto U\,x}
eine Kongruenzabbildung im unitären Raum {\displaystyle \mathbb {C} ^{n}} dar. Umgekehrt ist die Abbildungsmatrix bezüglich der Standardbasis jeder linearen Abbildung im {\displaystyle \mathbb {C} ^{n}}, die das Standardskalarprodukt erhält, unitär. Aufgrund der Polarisationsformel gilt dies auch für die Abbildungsmatrix jeder linearen Abbildung, die die euklidische Norm erhält.

### Determinante
Für den komplexen Betrag der Determinante einer unitären Matrix {\displaystyle U\in \mathbb {C} ^{n\times n}} gilt
{\displaystyle |\det U|=1},
was mit Hilfe des Determinantenproduktsatzes über
{\displaystyle \det U\cdot {\overline {\det U}}=\det U\cdot \det {\bar {U}}=\det U\cdot \det U^{\mathsf {H}}=\det(UU^{\mathsf {H}})=\det I=1}
folgt.

### Eigenwerte
Die Eigenwerte einer unitären Matrix {\displaystyle U\in \mathbb {C} ^{n\times n}} haben ebenfalls alle den Betrag eins, sind also von der Form
{\displaystyle \lambda =e^{it}}
mit {\displaystyle t\in \mathbb {R} }. Ist nämlich {\displaystyle x} ein zu {\displaystyle \lambda } gehöriger Eigenvektor, dann gilt aufgrund der Invarianz bezüglich der euklidischen Norm und der absoluten Homogenität einer Norm
{\displaystyle \|x\|_{2}=\|U\,x\|_{2}=\|\lambda \,x\|_{2}=|\lambda |\,\|x\|_{2}}
und daher {\displaystyle |\lambda |=1}.

### Diagonalisierbarkeit
Eine unitäre Matrix {\displaystyle U\in \mathbb {C} ^{n\times n}} ist normal, das heißt, es gilt
{\displaystyle U\,U^{\mathsf {H}}=U^{\mathsf {H}}\,U},
und daher diagonalisierbar. Nach dem Spektralsatz gibt es eine weitere unitäre Matrix {\displaystyle V\in \mathbb {C} ^{n\times n}}, sodass
{\displaystyle V^{-1}\,U\,V=D}
gilt, wobei {\displaystyle D\in \mathbb {C} ^{n\times n}} eine Diagonalmatrix mit den Eigenwerten von {\displaystyle U} ist. Die Spaltenvektoren von {\displaystyle V} sind dann paarweise orthonormale Eigenvektoren von {\displaystyle U}. Damit sind auch die Eigenräume einer unitären Matrix paarweise orthogonal.

### Normen
Die Spektralnorm einer unitären Matrix {\displaystyle U\in \mathbb {C} ^{n\times n}} ist
{\displaystyle \|U\|_{2}=\max _{\|x\|_{2}=1}\|U\,x\|_{2}=\max _{\|x\|_{2}=1}\|x\|_{2}=1}.
Für die Frobeniusnorm gilt mit dem Frobenius-Skalarprodukt entsprechend
{\displaystyle \|U\|_{F}={\sqrt {\langle U,U\rangle _{F}}}={\sqrt {\langle I,I\rangle _{F}}}={\sqrt {n}}}.
Das Produkt mit einer unitären Matrix erhält sowohl die Spektralnorm, als auch die Frobeniusnorm einer gegebenen Matrix {\displaystyle A\in \mathbb {C} ^{n\times n}}, denn es gilt
{\displaystyle \|U\,A\|_{2}=\max _{\|x\|_{2}=1}\|U\,A\,x\|_{2}=\max _{\|x\|_{2}=1}\|A\,x\|_{2}=\|A\|_{2}}
und
{\displaystyle \|U\,A\|_{F}={\sqrt {\langle U\,A,U\,A\rangle _{F}}}={\sqrt {\langle A,A\rangle _{F}}}=\|A\|_{F}}.
Damit bleibt auch die Kondition einer Matrix bezüglich dieser Normen nach Multiplikation mit einer unitären Matrix erhalten.

### Erhaltung der Idempotenz
Ist {\displaystyle U\in \mathbb {C} ^{n\times n}} eine unitäre und {\displaystyle A\in \mathbb {C} ^{n\times n}} eine idempotente Matrix, gilt also {\displaystyle A\,A=A}, dann ist die Matrix
{\displaystyle B=U\,A\,U^{\mathsf {H}}}
ebenfalls idempotent, denn
{\displaystyle B\,B=U\,A\,U^{\mathsf {H}}U\,A\,U^{\mathsf {H}}=U\,A\,A\,U^{\mathsf {H}}=U\,A\,U^{\mathsf {H}}=B}.

## Unitäre Matrizen als Gruppe
Die Menge der regulären Matrizen fester Größe bildet mit der Matrizenmultiplikation als Verknüpfung eine Gruppe, die allgemeine lineare Gruppe {\displaystyle \mathrm {GL} (n,\mathbb {C} )}. Als neutrales Element dient dabei die Einheitsmatrix {\displaystyle I}. Die unitären Matrizen bilden eine Untergruppe der allgemeinen linearen Gruppe, die unitäre Gruppe {\displaystyle \mathrm {U} (n)}. Das Produkt zweier unitärer Matrizen {\displaystyle U,V\in \mathbb {C} ^{n\times n}} ist nämlich wieder unitär, denn es gilt
{\displaystyle (U\,V)^{\mathsf {H}}\,(U\,V)=V^{\mathsf {H}}\,U^{\mathsf {H}}\,U\,V=V^{\mathsf {H}}\,V=I}.
Weiter ist die Inverse einer unitären Matrix {\displaystyle U\in \mathbb {C} ^{n\times n}} ebenfalls unitär, denn es gilt
{\displaystyle U^{-H}\,U^{-1}=U^{-H}\,U^{\mathsf {H}}=(U\,U^{-1})^{\mathsf {H}}=I^{\mathsf {H}}=I}.
Die unitären Matrizen mit Determinante eins bilden wiederum eine Untergruppe der unitären Gruppe, die spezielle unitäre Gruppe {\displaystyle \mathrm {SU} (n)}. Die unitären Matrizen mit Determinante minus eins bilden keine Untergruppe der unitären Gruppe, denn ihnen fehlt das neutrale Element, sondern lediglich eine Nebenklasse.

## Verwendung

### Matrixzerlegungen
Mit Hilfe einer Singulärwertzerlegung lässt sich jede Matrix {\displaystyle A\in \mathbb {C} ^{m\times n}} als Produkt
{\displaystyle A=U\,\Sigma \,V^{\mathsf {H}}}
einer unitären Matrix {\displaystyle U\in \mathbb {C} ^{m\times m}}, einer Diagonalmatrix {\displaystyle \Sigma \in \mathbb {C} ^{m\times n}} und der Adjungierten einer weiteren unitären Matrix {\displaystyle V\in \mathbb {C} ^{n\times n}} darstellen. Die Diagonaleinträge der Matrix {\displaystyle \Sigma } sind dann die Singulärwerte von {\displaystyle A}.
Eine quadratische Matrix {\displaystyle A\in \mathbb {C} ^{n\times n}} kann mittels der Polarzerlegung auch als Produkt
{\displaystyle A=U\,P}
einer unitären Matrix {\displaystyle U\in \mathbb {C} ^{n\times n}} und einer positiv semidefiniten hermiteschen Matrix {\displaystyle P\in \mathbb {C} ^{n\times n}} faktorisiert werden.

### Unitäre Abbildungen
Ist {\displaystyle (V,\langle \cdot ,\cdot \rangle )} ein {\displaystyle n}-dimensionaler komplexer Skalarproduktraum, dann lässt sich jede lineare Abbildung {\displaystyle f\colon V\to V} nach Wahl einer Orthonormalbasis {\displaystyle \{e_{1},\dotsc ,e_{n}\}} für {\displaystyle V} durch die Abbildungsmatrix
{\displaystyle A_{f}=(a_{ij})\in \mathbb {R} ^{n\times n}}
darstellen, wobei {\displaystyle f(e_{j})=a_{1j}e_{1}+\dotsb +a_{nj}e_{n}} für {\displaystyle j=1,\dotsc ,n} ist. Die Abbildungsmatrix {\displaystyle A_{f}} ist nun genau dann unitär, wenn {\displaystyle f} eine unitäre Abbildung ist. Dies folgt aus
{\displaystyle \langle f(v),f(w)\rangle =(A_{f}x)^{\mathsf {H}}(A_{f}y)=x^{\mathsf {H}}A_{f}^{\mathsf {H}}A_{f}y=x^{\mathsf {H}}y=\langle v,w\rangle },
wobei {\displaystyle v=x_{1}e_{1}+\dotsb +x_{n}e_{n}} und {\displaystyle w=y_{1}e_{1}+\dotsb +y_{n}e_{n}} sind.

### Physikalische Anwendungen
Unitäre Matrizen werden auch häufig in der Quantenmechanik im Rahmen der Matrizenmechanik verwendet. Beispiele sind:
- die Dirac-Matrizen
- die Pauli-Matrizen
- die S-Matrix
- die CKM-Matrix
- die PMNS-Matrix

Eine weitere wichtige Anwendung unitärer Matrizen besteht in der diskreten Fourier-Transformation komplexer Signale.